# Karl Wilhelm Sachs
Karl Wilhelm Sachs (* 11. September 1709 in Breslau; † 1763) war ein deutscher Arzt, Stadtarzt zu Breslau und Mitglied der Gelehrtenakademie „Leopoldina“.
Karl Wilhelm Sachs studierte Medizin in Halle an der Saale. Im Jahr 1733 promovierte er in Halle unter Johann Heinrich Schulze mit einer Arbeit zum Thema „Von den Nabel=gefässen neugeborener und erwachsener Menschen.“ Sachs wurde Arzt zu Breslau sowie Assessor des königlich–medicinischen und Sanitätskollegium in Breslau. Sachs wurde am 25. Juni 1755 in die Gelehrtenakademie „Leopoldina“ unter dem akademischen Beinamen PHOSPHORUS IV. aufgenommen (Matrikel-Nr. 595). Er beschäftigte sich auch mit den Fiebern. Sachs starb im Jahr 1763 vermutlich in Breslau.

## Werke
- Dissertation inauguralis medica de vasis umbilicalibus natorum et adultorum, quam, Praes. Joanne Henrico Schulze, ... publicé defendet, Halae Magdeburgicae Hilliger 1733. (Deutsch: Von den Nabel=gefässen neugeborener und erwachsener Menschen.)
- Hydrops anasarca ex corrupta febre quartana, in gravida cum subsecuto sphacelo circa genitalia, cortice Peruviano sublatus, Nova Acta Acad. Nat. Curios. T.L. p. 384.
- Catalepsis triduana febri continuae superveniens, Nova Acta Acad. Nat. curios. T. L. p. 389.